# Dead by Daylight
Dead by Daylight (укр. Мертві по Ранню) — відеогра в жанрі «Горрор з елементами виживання» з видом від першої та третьої особи, розроблена канадською компанією Behaviour Interactive на гральному рушії Unreal Engine 5. Гра вийшла 14 червня 2016 року на Microsoft Windows, а в червні 2017 — на платформах PlayStation 4 та Xbox One. Восени 2019 року вийшла версія для Nintendo Switch; навесні 2020 року мобільна версія вийшла на Android та iOS. Пізніше, гра вийшла на Xbox Series X/S та PlayStation 5.
У грі, натхненної темами та образами кіножанру Слешер, команда від одного до чотирьох гравців-«уцілілих» протистоїть на певній мапі п'ятому гравцю — «вбивці»; «Уцілілі» (англ. Survivors) — беззбройні і в цілому не можуть дати вбивці супротив (виключеннями є деякі навички та ліхтарики, світлові гранати і об'єкти на мапі). Ваша основна задача як вцілілого — це або ремонтувати генератори, або марнувати час вбивці під час погоні, аби інші спокійно ремонтували генератори. Матч виграється, якщо вцілілі відкриють один із виходів з карти та покинуть її; Вбивця виграє — якщо йому вдасться зловити всіх вцілілих та повісити їх на гаки, принісши таким чином всіх в жертву зловісній «Сутності». Dead by Daylight надає гравцям на вибір ряд тематичних карт і вбивць, що розрізняються унікальними здібностями та власними навичками.
Безпосередньо після випуску Dead by Daylight отримала посередні оцінки критики: оглядачі вважали гру оригінальною й атмосферною, але критикували численні технічні помилки, непродуманість механік мережевої гри та одноманітність ігрового процесу. Протягом наступних років студія Behaviour Interactive покращувала і доповнювала гру, і їй вдалося домогтися комерційного успіху — на 2019 рік було продано понад 5 мільйонів копій. Крім ряду оригінальних, створених спеціально для Dead by Daylight персонажів і карт, для гри випускалися доповнення за окрему плату з ліцензованими персонажами й місцевостями з різних фільмів жахів і відеоігор, таких, як «Еш проти зловісних мерців», «Кошмар на вулиці В'язів», «Крик», «Пила», «Повсталий з пекла», «Техаська різанина бензопилою», «Гелловін», «Attack on Titan», «Crypt TV», «Slipknot», «Iron Maiden», «Left 4 Dead», «Resident Evil», «Дзвінок», «Silent Hill», «Ніколас Кейдж», «Чужий», «Дитяча гра», «Alan Wake», «Dungeons & Dragons», «Tomb Raider», «Castlevania», «Tokyo Ghoul» та «Five Nights at Freddy's».

## Ігровий процес
Dead by Daylight є багатокористувацькою грою в жанрі survival horror, в якій використовується вид від першого (для вбивці) і третьої особи (для вцілілих). Група вцілілих, від одного до чотирьох гравців з'являються в локації, їх метою є знаходження та включення від двох до п'яти (в залежності від кількості гравців) генераторів і подальша втеча за межі карти (через одні з двох воріт або через люк, який відкривається, якщо жертва залишається одна). Інший гравець, який є вбивцею, повинен знайти та вбити всіх шляхом повішення на гак або своїми руками. Коли вбивця наближається до вцілілих, жертва чує серцебиття і страхітливу мелодію (вбивця їх не чує). Чим ближче вбивця, тим швидше б'ється серце, що означає, що треба тікати. Вцілілі можуть використовувати деякі хитрощі, такі як різноманітні конструкції, шафи, вузькі отвори, а також різні предмети та навички, щоб не попастися вбивці. Також під час погоні жертва може перекидати дошки, які вбивця повинен обійти, або зламати. Проте деякі дії викликають багато шуму, які Вбивця, своєю чергою, чує через усю карту (програється звук вибуху), а також джерело звуку підсвітиться. До голосних дій відносяться: програш перевірки реакції, очищення проклятого тотема, спрацьовування капкана (якщо вбивця — Трапер), спрацьовування пастки-фантома (якщо вбивця — Відьма), зняття з гака, поломка гака, швидкі стрибки через вікна і дошки, перекидання дошок, швидке забігання і вибігання у шафу, а також крики уцілілого, якщо його поранили. Проте деякі сигнали можна побачити й просто так. І вбивця, і вцілілі через усю карту бачать, де полагодили генератор, де висить на гаку спійманий вцілілий, де лежить поранений вцілілий (вбивця бачить його, тільки якщо у нього є спеціальне уміння), де подалася енергія для відкриття воріт, де очистили клятий тотем. Уцілілі можуть знімати один одного з гаків, знешкоджувати капкани та ламати гаки (маючи навичку «Збитошник» або ящик з інструментами), спалювати ліхтариком пастки-фантоми, витягувати жертву з пасток, лікувати пораненого, а себе або з аптечкою, або з допомогою навички «Самопоміч» без аптечки.
Персонажі прокачуються в Кривавій Павутині, витрачаючи «Очки Крові» (одна з трьох валют, англ. Bloodpoints) на отримання предметів, навичок і доповнень для предметів. Предмети, покращення та навички бувають 5 видів рідкості — звичайні, незвичайні, рідкісні, дуже рідкісні, ультра рідкісний та доповнення від подій (англ. Event Add-ons).
Починаючи з 10 рівня, в кривавій павутині з'являється Сутність — істота, яка бере жертвопринесення вбивць (кінцівки, якої пронизують жертву на гаку), воно з'їдає деякі вузли предметів, покращень, навичок до того, як їх отримує гравець. Цей факт може використовуватися гравцем для прискореного отримання нових рівнів.
На 50-му рівні кривава павутина закінчується і гравцям пропонують скинути її прогрес. Скидання прогресу надасть гравцю престиж, а також унікальні елементи одягу та емблеми, яких нема в магазині
Всі предмети при використанні витрачають частину свого заряду. Якщо вцілілий витратив предмет в матчі, або помер — предмет пропадає. Разом з предметом пропадають і покращення. Підношення згорають перед початком матчу, тому можуть бути використані тільки один раз.
Предмет, знайдений гравцем під час матчу в скрині, або предмет, взятий гравцем перед початком матчу, буде повернуто разом з усіма покращеннями, якщо утекти з ним.

## Розробка
Інформація про гру з'явилася в Steam 4 лютого 2016 року. Протягом декількох місяців розробники публікували інформацію про гру та скріншоти, а 31 травня 2016 року розпочалося бета-тестування. Воно тривало до 12 червня 2016 року. Остаточно гра вийшла 14 червня 2016 року.

## Персонажі

### Оригінал
| Вбивця                        | Вцілілий        | Мапа                        |
| ----------------------------- | --------------- | --------------------------- |
| Трапер (Еван Макміллан)       | Дуайт Фейрфілд  | Маєток Макміллан            |
| Примара (Філіпп Оджомо)       | Клодетт Морелль | Звалище «Автомобільний рай» |
| Селюк (Макс Томпсон-молодший) | Мег Томас       | Ферма «Чічері»              |
|                               | Джейк Парк      |                             |

### Доповнення
| Назва                     | Дата виходу       | Вбивця                                                              | Вцілілий                              | Мапа                                                                    |
| ------------------------- | ----------------- | ------------------------------------------------------------------- | ------------------------------------- | ----------------------------------------------------------------------- |
| The Last Breath           | 18 серпня 2016    | Жалібниця (Саллі Смітсон)                                           | Нея Карлссон                          | Палата Навіженних (Жовтий Дім Кротус Пренн)                             |
| Halloween                 | 25 жовтня 2016    | Образ (Майкл Маєрс)                                                 | Лорі Строуд                           | Провулок Лемпкін (Геддонфілд)                                           |
| Of Flesh and Mud          | 9 грудня 2016     | Відьма (Ліза Шервуд)                                                | Ейс Вісконті                          | Бліда Рожа (Застигле болото)                                            |
| Left Behind               | 8 березня 2017    |                                                                     | Вільям «Білл» Овербек                 |                                                                         |
| Spark Of Madness          | 1 травня 2017     | Лікар (Герман Картер)                                               | Фень Мін                              | Театр Терапевтичний (Лерів Пам'ятний Інститут)                          |
| A Lullaby for the Dark    | 27 липня 2017     | Мисливиця (Ганна)                                                   | Девід Кінг                            | Оселя матері (Червоний ліс)                                             |
| Leatherface               | 16 вересня 2017   | Канібал (Бубба Сойєр)                                               |                                       | Похмура комора (Застигле болото)                                        |
| A Nightmare on Elm Street | 27 жовтня 2017    | Кошмар (Фредді Крюгер)                                              | Квентін Сміт                          | Бадгемське Дошкілля (Спрінгвуд)                                         |
| The Saw                   | 23 січня 2018     | Свиня (Аманда Янг)                                                  | Детектив Девід Тепп                   | М'ясокомбінат Гідеон                                                    |
| The Curtain Cal           | 12 червня 2018    | Клоун (Кеннет Чейз)                                                 | Кейт Денсон                           | Каплиця отця Кемпбелла (Жовтий Дім Кротус Пренн)                        |
| Shattered Bloodline       | 18 вересня 2018   | Мара (Рін Ямаока)                                                   | Адам Френсіс                          | Родинна резиденція (Маєток Ямаоків)                                     |
| Darkness Among Us         | 11 грудня 2018    | Легіон (Френк Моріссон, Джулі Костенко, Джоуі Кадоґан, Сьюзі Лавуа) | Джефф Йогансен                        | Літнисько Гори Ормонд (Ормонд)                                          |
| Demise of The Faithful    | 19 березня 2019   | Чума (Адіріс)                                                       | Джейн Ромеро                          | Храм Очищення (Червоний ліс)                                            |
| Ash vs Evil Dead          | 2 квітня 2019     |                                                                     | Еш Вільямс                            |                                                                         |
| The Ghost Face            | 18 червня 2019    | Маролик (Денні Джонсон)                                             |                                       |                                                                         |
| Stranger Things           | 17 вересня 2019   | Демоґорґон                                                          | Стів Гаррінгтон та Ненсі Віллер       | Підземний комплекс (Говкінсоньска Національна Лабораторія)              |
| Cursed Legacy             | 3 грудня 2019     | Оні (Казан Ямаока)                                                  | Юї Кімура                             | Маєток Ямаока (Святилище Гніву)                                         |
| Chains of Hate            | 10 березня 2020   | Смертотяг (Калеб Квінн)                                             | Заріна Кассір                         | Салун «Мертвий побратим»                                                |
| Silent Hill               | 16 червня 2020    | Кат (Пірамідоголовий)                                               | Шеріл Мейсон                          | Початкова школа Мідвіч (Сайлент Гілл)                                   |
| Descend Beyond            | 8 вересня 2020    | Пошесть (Талбот Граймс)                                             | Фелікс Ріхтер                         |                                                                         |
| A Binding of Kin          | 1 січня 2020      | Близнюки (Шарлотта та Віктор Деє)                                   | Елоді Ракото                          |                                                                         |
| All-Kill                  | 30 березня 2021   | Штукар (Джі-Вун Гак)                                                | Юн-Джін Лі                            |                                                                         |
| Resident Evil             | 15 червня 2021    | Немезиз                                                             | Леон Скотт Кеннеді та Джилл Валентайн | Поліцейський відділок Раккун-Сіті (Ракун-Сіті)                          |
| Hellraiser                | 7 вересня 2021    | Сенобіт (Еліот Спенсер)                                             |                                       |                                                                         |
| Hour of the Witch         | 19 жовтня 2021    |                                                                     | Мікаела Рід                           |                                                                         |
| Portrait of a Murder      | 1 грудня 2021     | Мисткиня (Карміна Мора)                                             | Хонас Васкес                          | Гніздівка Круків (Покинутий цвинтар)                                    |
| Sadako Rising             | 8 березня 2022    | Онрьо (Садако Ямамура)                                              | Йоїчі Асакава                         |                                                                         |
| Roots of Dread            | 7 червня 2022     | Кріт                                                                | Гедді Каур                            | Сади Щастя (Зачахлий Острів)                                            |
| Resident Evil: Progect W  | 30 серпня 2022    | Поводир (Альберт Вескер)                                            | Ада Вонг та Ребекка Чемберс           | Західне та східне крило поліцейського відділку Раккун-Сіті (Ракун-Сіті) |
| Forged in Fog             | 22 листопада 2022 | Лицар (Таргош Ковач)                                                | Вітторіо Тоскано                      | Розтрощена площа (Знищене село-борго)                                   |
| Tools of Torment          | 7 березня 2023    | Крамарка Головами (Адріана Імаї)                                    | Таліта і Ренато Ліра                  | Лісове сховище (Маєток Макміллан)                                       |
| End Transmission          | 13 червня 2023    | Сингулярність                                                       | Габріель Сома                         | Летовище тоба (Залісся Дварки)                                          |
| Nicolas Cage              | 25 липня 2023     |                                                                     | Ніколас Кейдж                         |                                                                         |
| Alien                     | 29 серпня 2023    | Ксеноморф                                                           | Еллен Ріплі                           | Уламки «Ностромо» (Залісся Дварки)                                      |
| Chucky                    | 28 листопада 2023 | Добросердик (Чакі)                                                  |                                       |                                                                         |
| Alan Wake                 | 30 січня 2024     |                                                                     | Алан Вейк                             |                                                                         |
| All Things Wicked         | 12 березня 2024   | Незнане                                                             | Сейбл Вард                            | Ґрінвільский Сквер (Зачахлий Острів)                                    |
| Dungeons & Dragons        | 3 червня 2024     | Ліч                                                                 | Аестрі Язар та Баермар Ураз           | Забулі Руїни (Знищене село-борго)                                       |
| Tomb Raider               | 16 липня 2024     |                                                                     | Лара Крофт                            |                                                                         |
| Castelvania               | 3 серпня 2024     | Темний Володар (Влад Цепеш)                                         | Тревор Бельмонд                       |                                                                         |
| Doomed Curse              | 28 листопада 2024 | Вислугачниця (Портія Майе)                                          | Торі Кеін                             |                                                                         |
| Tokyo Ghoul               | 2 квітня 2025     | Гуль (Кен Канекі)                                                   |                                       |                                                                         |
| Steady Pulse              | 6 травня 2025     |                                                                     | Орела Роуз                            |                                                                         |
| Five Nights At Freddy's   | 17 червня 2025    | Аніматронік (Вільям Афтон)                                          |                                       | Піцерія Фредді Фазбера (Зачахлий Острів)                                |

## Версія для смартфонів
19 червня 2019 року Behavior Interactive Inc. оголосила про план безкоштовної версії Dead by Daylight для iOS і Android, щоб зробити гру доступнішою для гравців у всьому світі. Було сформовано іншу команду розробників, яка працювала повністю над оптимізацією гри для мобільних пристроїв. Спочатку запуск Dead by Daylight Mobile планувався на 2019 рік, але розробникам довелося перенести випуск на 2020 рік, посилаючись на те, що їм потрібно більше часу для роботи над помилками та оптимізації. 27 лютого 2019 року Behavior оголосив, що мобільні версії буде опубліковано китайським видавцем відеоігор NetEase Games у Південно-Східній Азії, Японії та Південній Кореї. 16 квітня 2020 року він вийшов у регіонах EMEA, Північній, Південній Америці та Південній Азії.
За 48 годин випуску Dead by Daylight Mobile перевищила кількість завантажень у 1 мільйон. До жовтня 2020 року кількість завантажень гри перевищила 10 мільйонів. До травня 2022 року кількість завантажень гри досягла 25 мільйонів.